# Escavadores

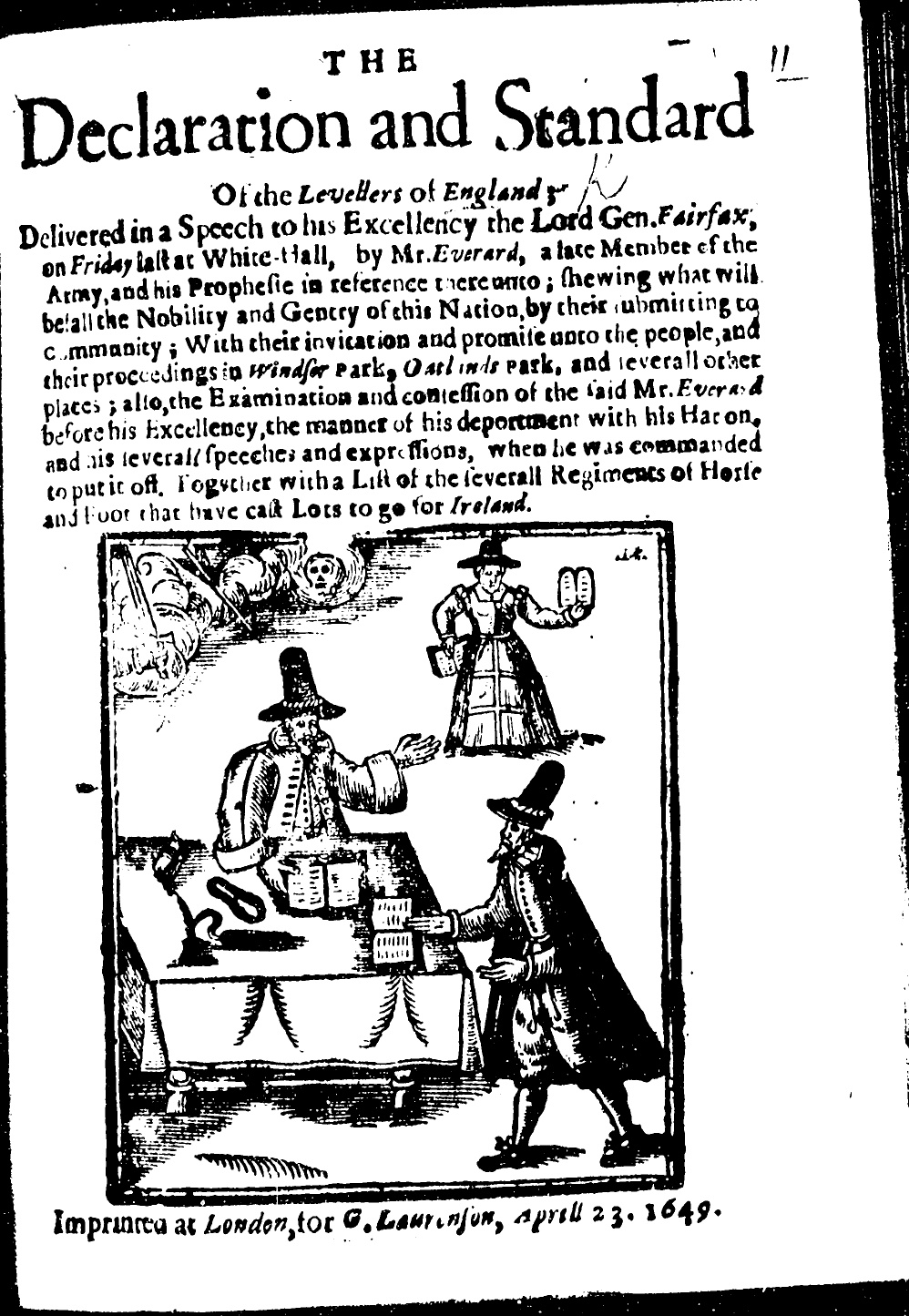
Estampa xilográfica de um documento sobre os escavadores, por William Everard.

Os escavadores (em inglês: diggers) ou como chamavam-se entre si, niveladores autênticos (em inglês: true levellers, em relação aos niveladores, em inglês: levellers) formavam um grupo de radicais protestantes da Inglaterra liderado por Gerrard Winstanley. Ideologicamente, se associavam com o que posteriormente viria a ser conhecido como socialismo agrário. Alguns de seus ideais se aproximavam do anarquismo moderno, como a ocupação de bens imóveis e o comunalismo.

## História

### Antecedentes
A década de 1640 representou um momento de grande crise econômica na Inglaterra, com a Guerra Civil e a crise agrária. Com o aumento no preço de alimentos e a diminuição dos salários, novos impostos também foram criados, como a excise, que incidiu principalmente sobre artigos de consumo popular, como a cerveja e o fumo. Com o fim da Segunda Guerra Civil em 1649, diversos combatentes se encontravam desmobilizados, e tentavam encontrar novos meios de subsistência.

Em janeiro de 1648, parte das classes mais baixas se reuniram em grupos de algumas dezenas de pessoas e foram pelas estradas, se apoderando dos cereais que seriam levados para o mercado e os dividindo entre si, dizendo que não morreriam de fome. No mesmo mês, The Mournfull Cries of Many Thousand Poore Tradesmen (As lamentações de muitos milhares de artesãos pobres) advertiu o Parlamento com a frase
A necessidade dissolve todas as leis e governo, e a fome romperá até muralhas de pedra.
Nos primeiros meses de 1649, os niveladores e os dissidentes radicais do Exército perceberam ter sido enganados em suas negociações. Os oficiais superiores se apropriaram de algumas reformas presentes no programa radical, porém sem fazer concessões a seu conteúdo democrático. Após a péssima colheita de 1648, muitos morriam de fome, e os niveladores tentavam reconvocar o Conselho Geral do Exército. Segundo eles, não havia diferença entre ser governado por um rei ou por um general.
A principal forma de agitação convocava os soldados a não obedecerem suas ordens, uma vez que o Estado se negava a efetuar as reformas sociais que vinham sendo demandadas. Em maio desse mesmo ano, novos motins tomaram conta do Exército, após os oficiais desmobilizarem e recusarem o pagamento de soldados que se recusaram a ir para a Irlanda. Outras revoltas maiores ocorreram em Oxfordshire, Wiltshire e Buckinghamshire. No dia 14 de maio, Cromwell e Fairfax esmagaram os motins de Burford, em Oxfordshire, o que lhes concedeu maior apoio por parte dos conservadores e honrarias por parte da Universidade de Oxford e da Cidade de Londres.
Os efeitos dessa revolta repercutiram por todo o ano de 1649, com os ricos se sentindo inseguros dentro de suas próprias casas. Os niveladores seguiram pedindo por novas reformas sociais. Foi nesse contexto que tiveram início as atividades dos niveladores autênticos, que ficaram conhecidos como escavadores.

### Formação e atividade
No domingo de 1º de abril de 1649, seis soldados invadiram a igreja paroquial de Walton-on-Thames, anunciando que os dízimos, os ministros e magistrados, a Bíblia e o Dia do Senhor estavam suprimidos. No mesmo dia, sobre a Colina de São Jorge, um grupo de pobres, possivelmente lavradores, passaram a escavar o terreno, como forma simbólica de reivindicação da terra. Por esse motivo, vieram a ser chamados de escavadores. A escolha do dia também foi simbólica, visto que preparar a terra para cultivo no domingo era repudiado pelas tradições. Um dos escavadores colocou uma grande pilha de espinhos e urzes no púlpito da igreja, impedindo o padre de subir até ele. Estima-se que o número de escavadores era cerca de 20 ou 30, e eles convidavam todos a se juntarem a eles, dizendo que em breve seriam milhares.
Gerrard Winstanley, considerado o líder dos escavadores, manteve conversas cordiais com o general Tomás Fairfax, porém se recusando a tirar o chapéu perante qualquer "criatura sua igual". Oliver Cromwell tampouco se mostrou perturbado com os escavadores nesse momento. No entanto, os proprietários de terras da região, como o pastor Platt, organizaram um boicote econômico contra a colônia dos escavadores. Logo os escavadores foram dispersados e seus líderes presos e levados diante de Fairfax, momento que eles utilizaram para denunciar os proprietários. Com os julgamentos, em que os escavadores foram libertados porém não absolvidos, a colônia se mudou para Cobham Heath, porém as ofensivas contra os radicais não pararam, até que a colônia foi dissolvida à força em abril de 1950. Ao todo, 73 pessoas são conhecidas por terem integrado o movimento dos escavadores, sendo a maioria homens com suas famílias.
O historiador Christopher Hill faz a seguinte observação a respeito de Winstanley, líder escavador:
Winstanley estava elaborando uma teoria coletivista que antecipa o socialismo e o comunismo dos séculos XIX e XX […] Winstanley compreendeu o aspecto crucial do pensamento político moderno: que o poder do Estado está relacionado ao sistema de propriedade e ao corpo de ideias que sustenta esse sistema. Também é moderno ao querer uma revolução que substituiria a competição pelo interesse na comunidade, insistindo que a liberdade política é impossível sem igualdade econômica.